# Aeropuerto de Yellowstone
El Aeropuerto de Yellowstone (IATA: WYS, OACI: KWYS) es un aeropuerto ubicado a 3 km (1.8 mi) de West Yellowstone, Montana, Estados Unidos. Es abierto entre junio y septiembre. Durante este periodo, Delta Connection vuela desde WYS a Salt Lake City hasta dos veces por día.
El aeropuerto es situado cerca de la entrada occidental del parque nacional de Yellowstone.

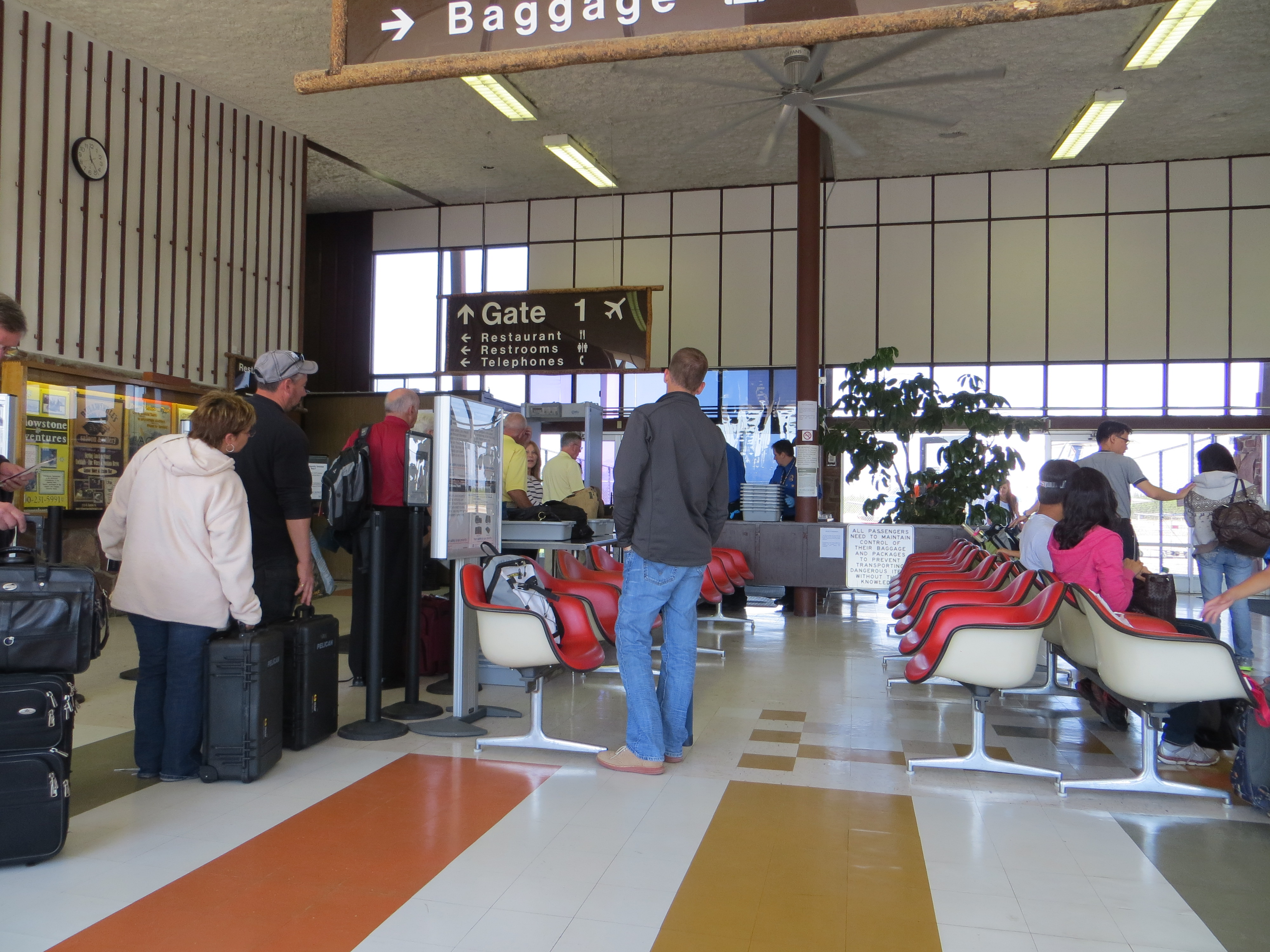
Puerta de embarque

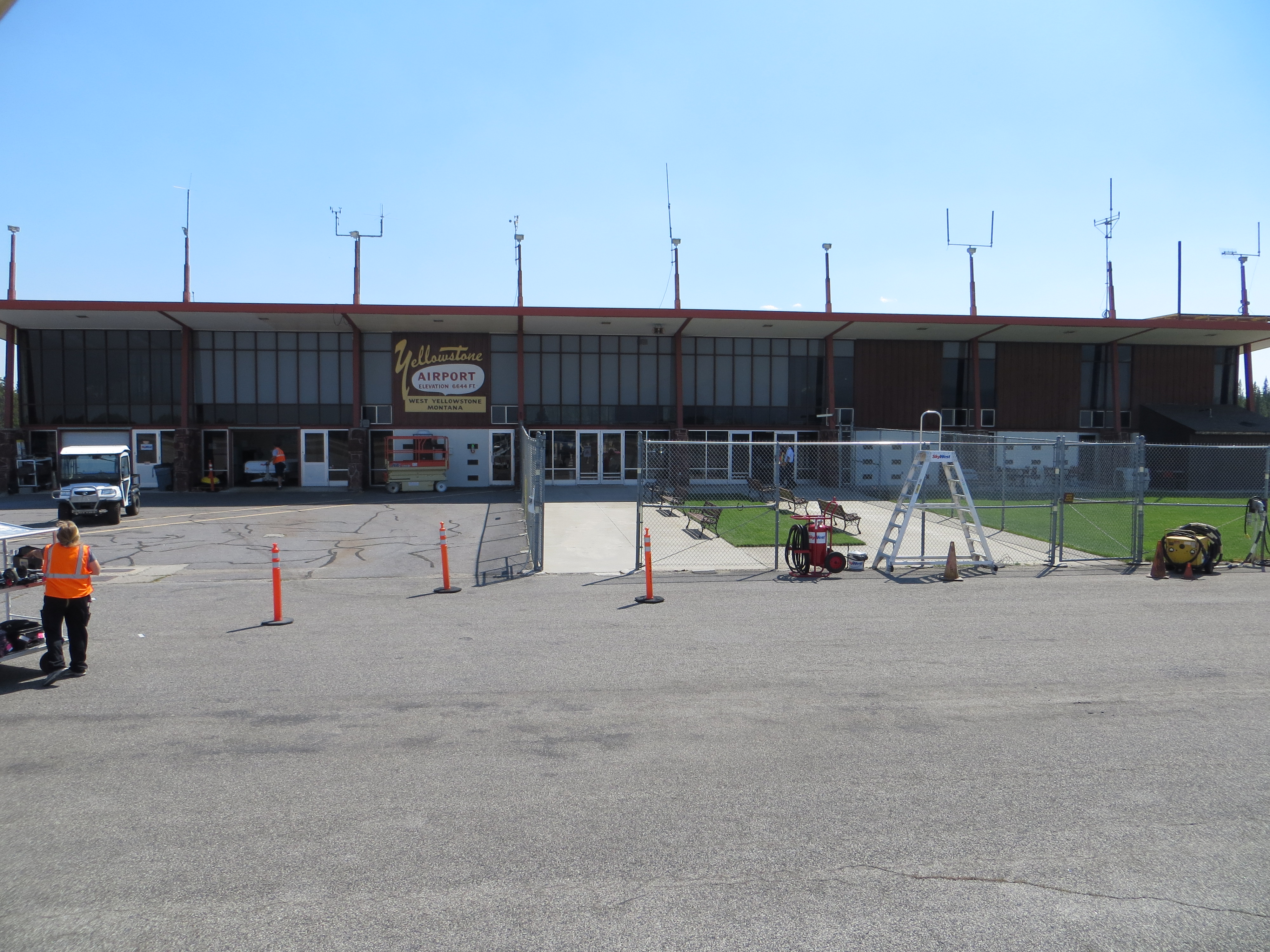
Vista de la terminal desde la rampa

## Historia
El 1 de junio de 2015, aviones de reacción volvieron a WYS después de 30 años. Delta Connection empezó vuelos usando el Bombardier CRJ200. La aerolínea había usado el Embraer 120 anteriormente.

## Instalaciones
El aeropuerto de Yellowstone tiene una pista, 01/19, que es 8,400 pies de longitud. La terminal de pasajeros tiene una puerta de embarque, un restaurante y agencias de alquiler de coches.

## Aerolíneas y destinos
| Aerolíneas       | Destinos                   |
| ---------------- | -------------------------- |
| Delta Connection | Estacional: Salt Lake City |